# Groombridge 1618
Groombridge 1618 is een oranje dwerg met een magnitude van +6,61 in het sterrenbeeld Grote Beer (Ursa Major) met een spectraalklasse van K6VeFe-1. De ster bevindt zich 15,89 lichtjaar van de zon.
De naam van de ster verwijst naar een catalogus van circumpolaire sterren van Stephen Groombridge die in 1838 postuum gepubliceerd is door George Biddell Airy.